# 마이크로소프트 루미아 550
마이크로소프트 루미아 550(Microsoft Lumia 550)은 윈도우 10 모바일을 구동하는 마이크로소프트 모바일의 보급형 스마트폰이다. 2015년 10월 6일 오전(EDT)에 공개되었으며, 2015년 12월에 판매되었다.

## 반응
MSPoweruser의 마이클 앨리슨(Michael Allison)은 루미아 550이 광각 렌즈가 없는 열악한 5MP 카메라, 기능 누락, 배터리 수명 단축 등 이전 제품보다 사양이 낮아 가격대에서 유사한 휴대폰과 경쟁할 수 없다고 비판했다.
테크레이더의 션 카메론(Sean Cameron)은 루미아 550에 별 5개 중 3개를 주면서 화면, 카메라, 스피커를 칭찬했지만 배터리 수명과 성능을 비판하고 윈도우 10 모바일 운영체제를 "미완성"이라고 불렀다.